# دماغه هورن

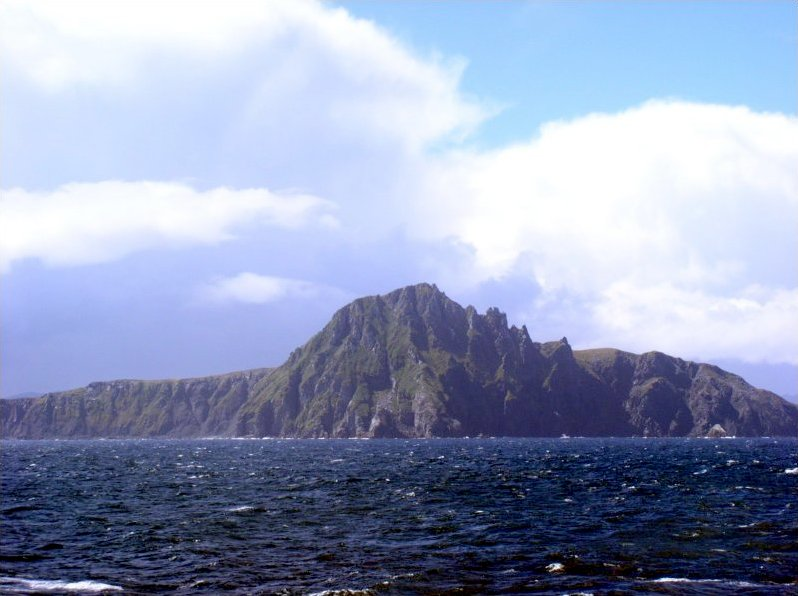
دماغه هورن

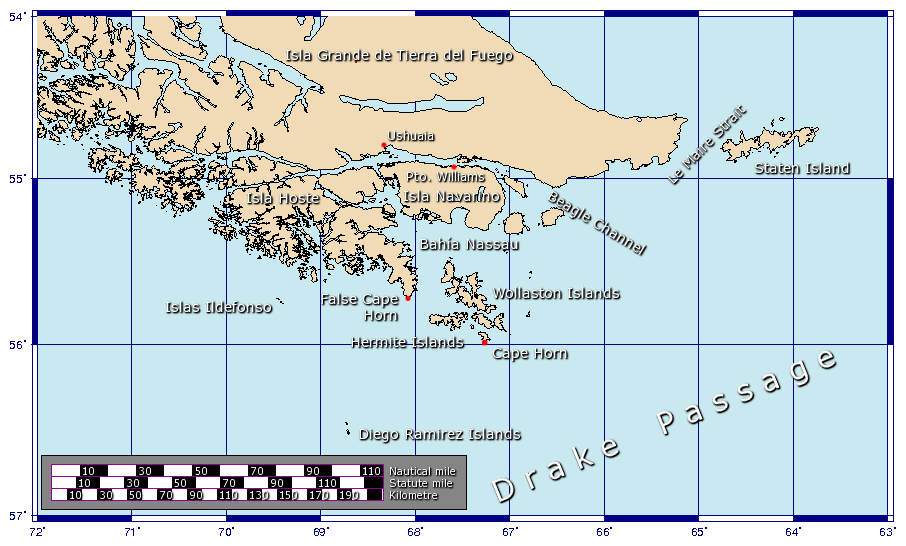

دماغه هورن (به انگلیسی: Cape Horn)، (به اسپانیایی: Cabo de Hornos) جنوبی‌ترین نقطه خشکی مجمع‌الجزایر تیرا دل فوئگو (سرزمین آتش) در آمریکای جنوبی است.
این دماغه جزء کشور شیلی است و در جزیره هورنوس در مقابل سواحل تیرا دل فوئگو واقع شده‌است.
سطح دماغه هورن کاملاً خالی است و تنها محل سکونت در آن یک پاسگاه کوچک است که یک فانوس دریایی، یک کلیسای کوچک، یک خانه و انبار غلات دارد.
دماغه هورن جنوبی‌ترین نقطه خشکی در آمریکای جنوبی نیست بلکه جنوبی‌ترین نقطه در جزایر دیه‌گو رامیرز است. دماغه هورن مرز شمالی آبراه دریک را تشکیل می‌دهد و سال‌های زیادی به عنوان یکی از نقاط مهم و نشانه‌های اصلی در مسیر دریانوردی کشتی‌های تجاری معروف به کشتی‌های بادپا (کلیپر) به حساب می‌آمد. مسیر بادپا مسیر کشتی‌های بادبانی تندرو بود که ادویه و دیگر محصولات را به نقاط زیادی در جهان حمل می‌کردند.
با این وجود آب‌های پیرامون دماغه هورن پر موج و خطرناکند و کشتی‌ها در این آب‌ها با بادهای تند، جریان تند آب و کوه‌های یخی روبه‌رو می‌شوند که به این خاطر به این آب‌ها لقب «قبر ملوان‌ها» داده شده‌است.